# Peter Hermann (ator)
Peter Hermann (nascido em Nova Iorque, no estado de mesmo nome) é um ator, produtor e roteirista norte-americano. É casado com a também atriz Mariska Hargitay, com quem teve três filhos. Atuou na série 30 Rock durante a primeira temporada e estrelou a sitcom Cashmere Mafia, da ABC.[carece de fontes?]

## Biografia
Hermann nasceu em 15 de agosto de 1967, em Nova Iorque, numa família de origem alemã, mas a família mudou-se para a Alemanha quando ele tinha dois meses de idade. Aos 10 anos, Hermann deixa Alemanha e estudou inglês para retornar aos Estados Unidos, onde em 1990 se formou pela Universidade Yale.